# 베스페 자주포

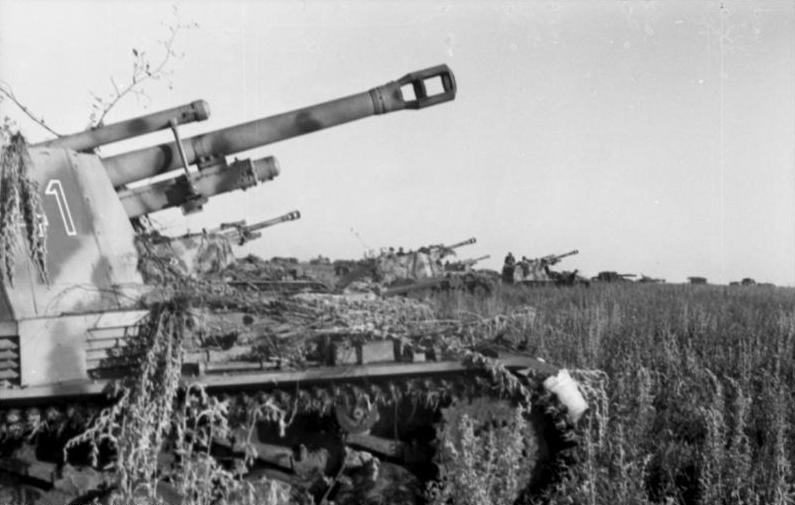
베스페 자주포가 쿠르스크 전투에서 독일군에게 지원 사격을 해주고 있다.

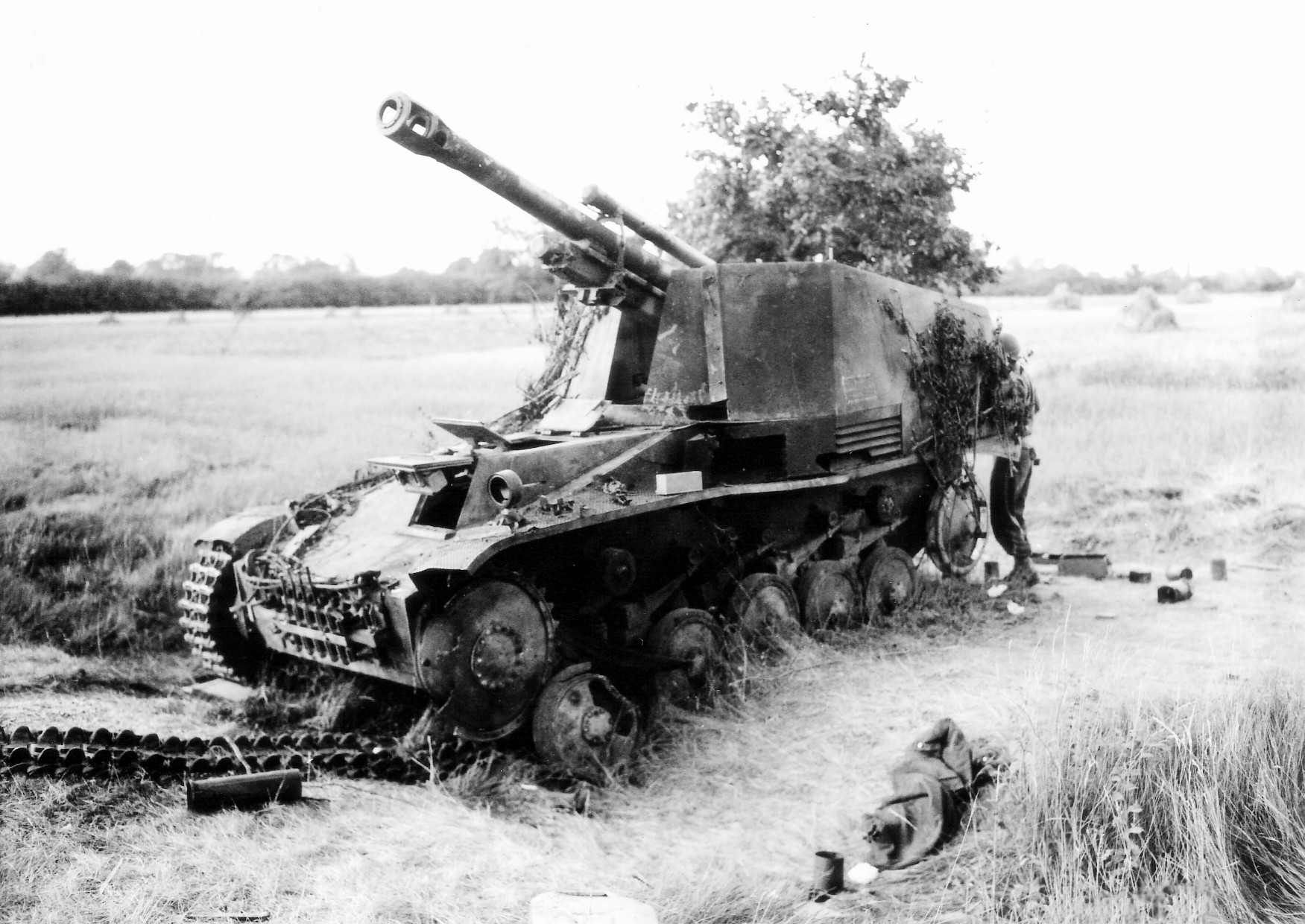
1944년, 노르망디에서 격파된 베스페 자주포

베스페(SdKfz 124 Wespe)는 독일군의 경자주포로써 제2차 세계대전 도중 개발되어 사용되었다. 포탑이 제거된 2호 전차의 차체에 10.5cm 경곡사포를 얹어 제작되었다.